# グランジ
グランジ (grunge) とは、ロック音楽のジャンルのひとつ。

## 概要
「汚れた」、「薄汚い」という意味の形容詞 "grungy" が名詞化した "grunge" が語源。1989年頃からアメリカ・シアトルを中心に興った潮流であり、オルタナティヴ・ロックの一つである。ニルヴァーナやパール・ジャム、サウンドガーデン、ダイナソーJr.、マッドハニー、といったバンドがアルバム・チャートで成功を収めたことで、それまでヘヴィメタルが多かった当時のアメリカのロック・シーンを革新し、ダメージジーンズとスニーカー、ネルシャツやTシャツといったスタイルでロックミュージックのファッションにも影響を及ぼし、当時の若者に大きなムーブメントを起こた。
1996年以降、更なるムーブメントにより数年で衰退してしまうが、この頃結成されたバンドの多くが、それ以降も評価の高いアルバムを発表したりするなどし、趣向や要素は変化しつつも、音楽としては存続している。

## 歴史

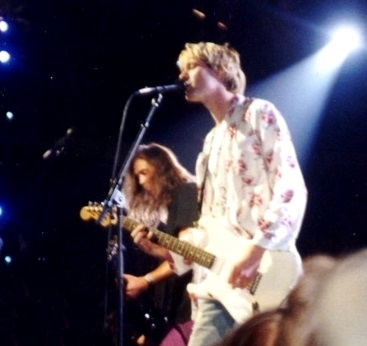
ニルヴァーナ

グランジのルーツは、1970年代後半のパンク・ロックや1970年代のハードロック、ヘヴィメタルなどに源流がある。シアトルのミュージシャン、ジェフ・ステットソンは、グランジとされる著名なバンド(ニルヴァーナ、パール・ジャム、サウンドガーデン、アリス・イン・チェインズ、マッドハニー、ハンマーボックス)は、すべて異なるサウンドを奏でると述べている。
1991年にニルヴァーナの『ネヴァーマインド』、パール・ジャムの『テン』、そしてサウンドガーデンの『バッドモーターフィンガー』が発表されたことで、グランジはロックの潮流を変えた。ニルヴァーナの先輩格にあたるソニック・ユースは同年を「Year Punk Broke」と呼び、後に同名の音楽ビデオを発表している。
グランジ・ムーヴメントのピークは1994年にニルヴァーナのカート・コバーンが自殺したことによって過ぎるが、その後もパール・ジャムやスマッシング・パンプキンズなどといった人気バンドが活動を続ける一方、彼らのフォロワーバンドがポスト・グランジとして出現。

## 影響
グランジに影響を与えたバンドにザ・ソニックス、ザ・ストゥージズ、MC5、セックス・ピストルズ、ジーザス&メリーチェインなどがいる。1990年代を迎えた頃、ニール・ヤングはグランジの隆盛と共にシーンの最先端で活躍した。
グランジの勃興を受けて、グランジ・バンドのみならず、それを包括したオルタナティヴ・ロックと呼ばれるジャンル全体が改めて評価されるに至った。
ソニック・ユースはその最たる例であり、ニルヴァーナは彼らからの後押しを強く受けていた。また、ベーシストのキム・ゴードンは「グランジのゴッドマザー」とも称されている。2009年にはマイケル・ラヴィンの写真集『グランジ』が出版され、フロントマンのサーストン・ムーアがシアトルのシーンなどについての文章を寄せている。
ジェーンズ・アディクションはオルタナティヴ・ロックムーヴメントの隆盛に一役買い、「先グランジ期の草分け」とされた。
スマッシング・パンプキンズはグランジ/オルタナティヴ・ロックの流れにいるバンドとされており、1991年のファースト・アルバム『ギッシュ』は当時のグランジ・ブームとも相まって注目された。スマッシング・パンプキンズはアルバム『ギッシュ』『サイアミーズ・ドリーム』によってグランジを再発明したとされ、グランジに括り切らない幅広い音楽性を見せ、ムーヴメントの中でも根強い人気を誇った。
そのほかの代表的なグランジのアイコンにはダイナソーJr.、マッドハニー、そしてピクシーズらがいる。
また、グランジの影響は海を渡ってイギリスのロックシーンにも伝わっており、ティーンエイジ・ファンクラブも活動初期はポップなグランジを演奏していた。ちなみに、彼らはカート・コバーンがリスペクトしていたバンドとしても知られている。

## 特徴
グランジの音楽的な最大の特徴は、パンク・ロックのような簡素で性急なビートと、ハード・ロックのようなリフ主体の楽曲構造とが融合されていることである。また、いわゆる「静と動」のディストーションによるギターサウンドも語られる。一方、『ビジネスウィーク』はグランジを「パンクのDIY哲学とブラック・サバスの暗いギター・リフとの結婚」と評している。
一部のバンドは楽曲やアートワークに退廃的な雰囲気を内包しており、これらも1980年代のUSインディーロックからの直接の影響が覗える。また、オルタナティヴ・ロックの一部にみられる傾向だが、80年代にヒットチャートをにぎわせていた、産業ロックやヘヴィメタル、ダンス・ミュージックなどに比べると、歌詞は格段にシリアスになっているが、意味不明な歌詞も存在し、イギリスのオルタナティヴ・ロックバンドブラーはこの点を揶揄する目的でソング2を1997年に発表した。
ニルヴァーナのドラマーであったデイヴ・グロールは、グランジを「ラウドなギターとラウドなドラムと絶叫ヴォーカル」と定義した上で、その種の音楽は2013年現在まで一度も廃れたことがないと発言している。ベーシストのクリス・ノヴォセリックは、グランジを「伝統的なヘヴィー・ロックとパンクの融合」であるとしたうえで、ブラック・フラッグの『My War』がグランジに影響を与えたと指摘している。

## 主なバンドの一覧

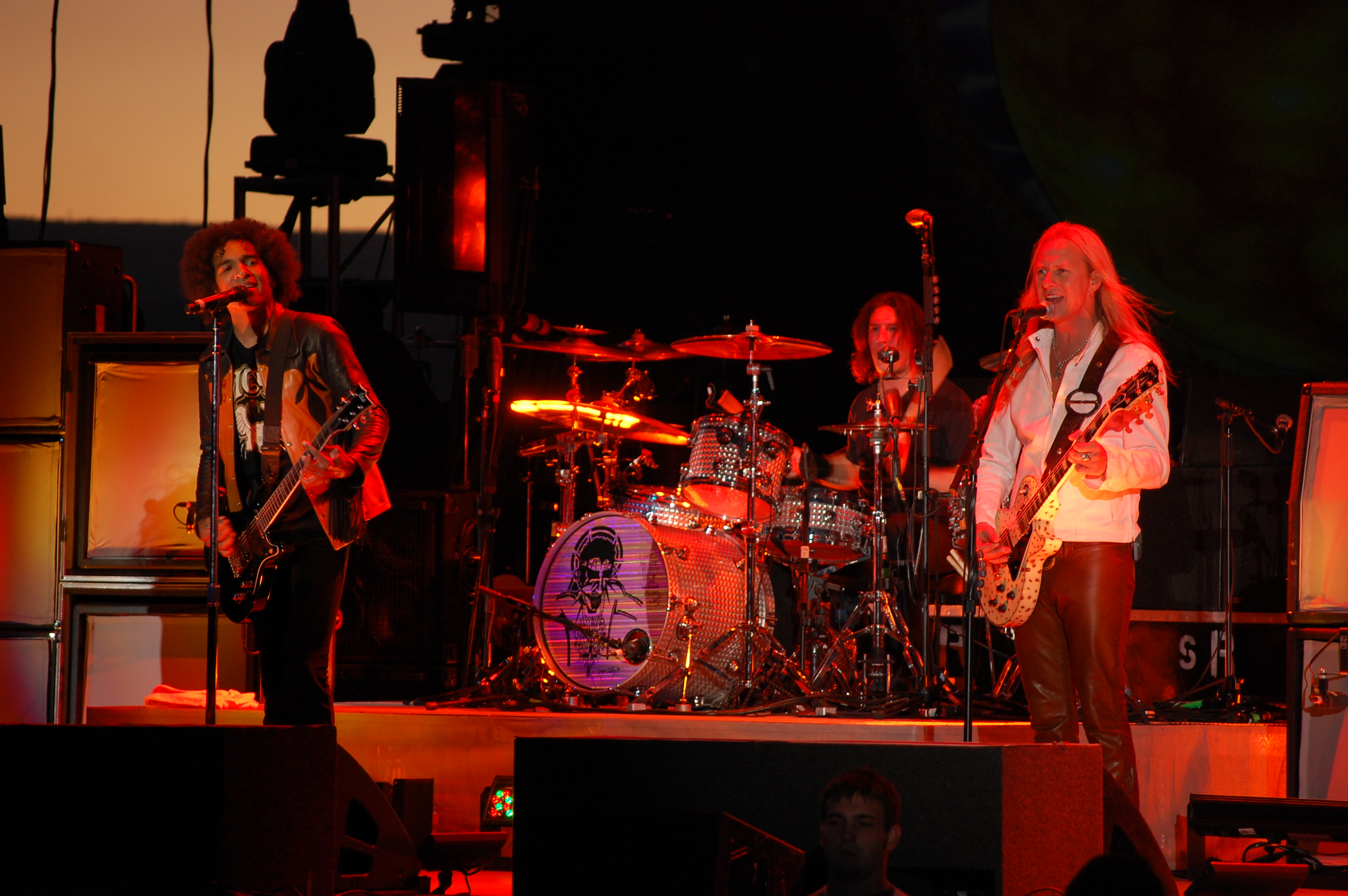
アリス・イン・チェインズ

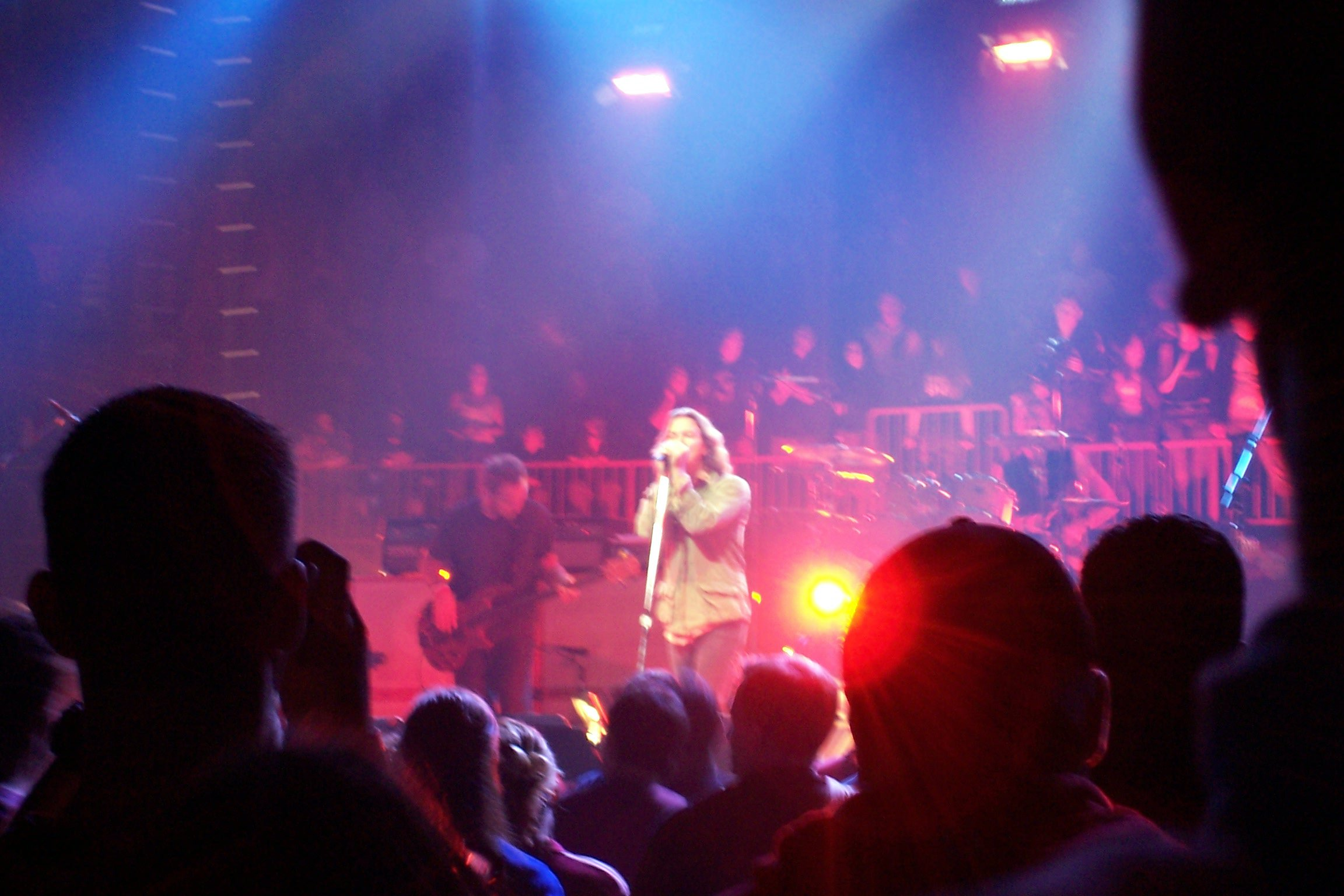
パール・ジャム

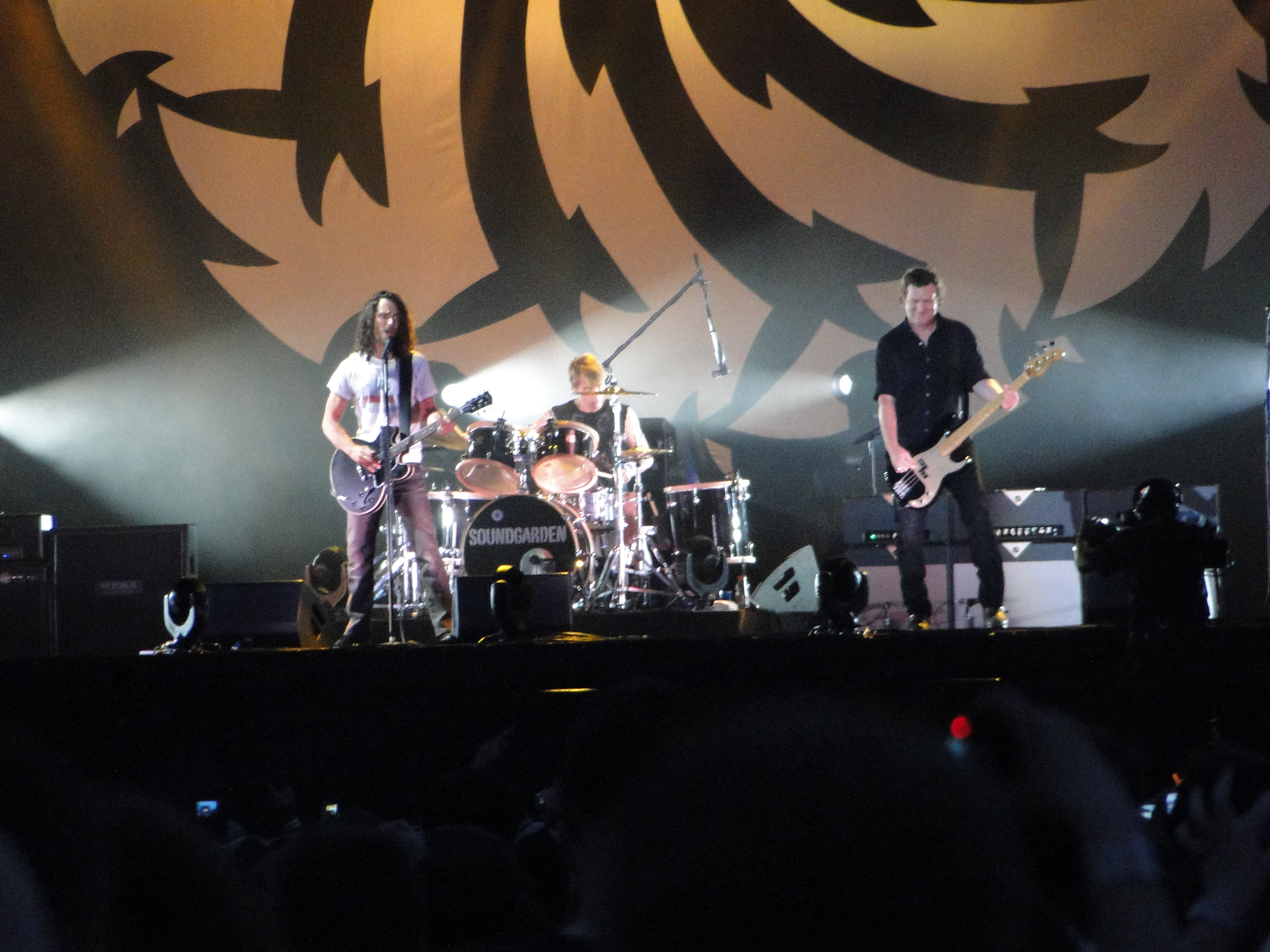
サウンドガーデン

※太字以外のものは英語版ページ。

### シアトル近郊
- セヴン・イヤー・ビッチ 7 Year Bitch
- アリス・イン・チェインズ Alice in Chains
- ブラッド・サーカス Blood Circus
- ダイナソーJr. Dinosaur Jr.
- グリーン・リヴァー Green River
- グラントラック Gruntruck
- ハンマーボックス Hammerbox
- ラヴ・バッテリー Love Battery
- マッド・シーズン Mad Season
- マルファンクシャン Malfunkshun
- モノ・メン Mono Men
- マザー・ラヴ・ボーン Mother Love Bone
- マッドハニー Mudhoney
- マイ・シスターズ・マシーン My Sister's Machine
- ニルヴァーナ Nirvana
- パール・ジャム Pearl Jam
- スクリーミング・トゥリーズ Screaming Trees
- スキン・ヤード Skin Yard
- サウンドガーデン Soundgarden
- タッド Tad
- テンプル・オブ・ザ・ドッグ Temple of the Dog
- トゥルーリー Truly
- ユーメン The U-Men
- ウィラード Willard

### その他地域
- ホール Hole
- L7
- シルヴァーチェアー Silverchair
- ストーン・テンプル・パイロッツ Stone Temple Pilots
- スマッシング・パンプキンズ The Smashing Pumpkins
- ベース・ドラム・オブ・デス Bass Drum of Death
- トーディーズ Toadies
- ベイブズ・イン・トイランド Babes in Toyland
- ハム (バンド) Hum
- フェイリュア Failure
- ドライオブライフ　DRY OF LIFE
- al.ni.co

### 関連バンド
グランジ・ムーヴメントの発生前後である1980年代中期から1990年代中期にかけて活躍し、媒体によってはグランジと扱われるオルタナティヴ・ロックバンド。
- ジェーンズ・アディクション Jane's Addiction
- レモンヘッズ The Lemonheads
- ピクシーズ Pixies
- ポウジーズ The Posies
- メルヴィンズ Melvins
- ソニック・ユース Sonic Youth
- ティーンエイジ・ファンクラブ Teenage Fanclub